# 라지브 우세프
라지브 우세프(Rajiv Ouseph, 1986년 8월 30일 ~ )는 잉글랜드의 남자 배드민턴 선수이다. 런던의 인도계 가정에서 태어났다. 현 잉글랜드 배드민턴 랭킹 1위를 거머쥐고 있다. 2015년 미국 오픈 배드민턴 그랑프리 남자단식 경기에서 한국의 이현일에게 패배하여 준우승을 하였다.